# 246 Asporina
Asporina (định danh hành tinh vi hình: 246 Asporina) là một tiểu hành tinh cỡ lớn ở vành đai chính. Nó được phân loại là một trong số ít tiểu hành tinh kiểu A hiếm hoi.
Ngày 6 tháng 3 năm 1885, nhà thiên văn học người Pháp Alphonse L. N. Borrelly phát hiện tiểu hành tinh Asporina khi ông thực hiện quan sát ở Marseilles và đặt tên nó theo tên Asporina, một nữ thần được thờ cúng ở Tiểu Á.
Quang phổ của 246 Asporina cho thấy sự hiện diện mạnh mẽ của khoáng chất olivin, một chất tương đối hiếm trong vành đai tiểu hành tinh.